# Keplerbund

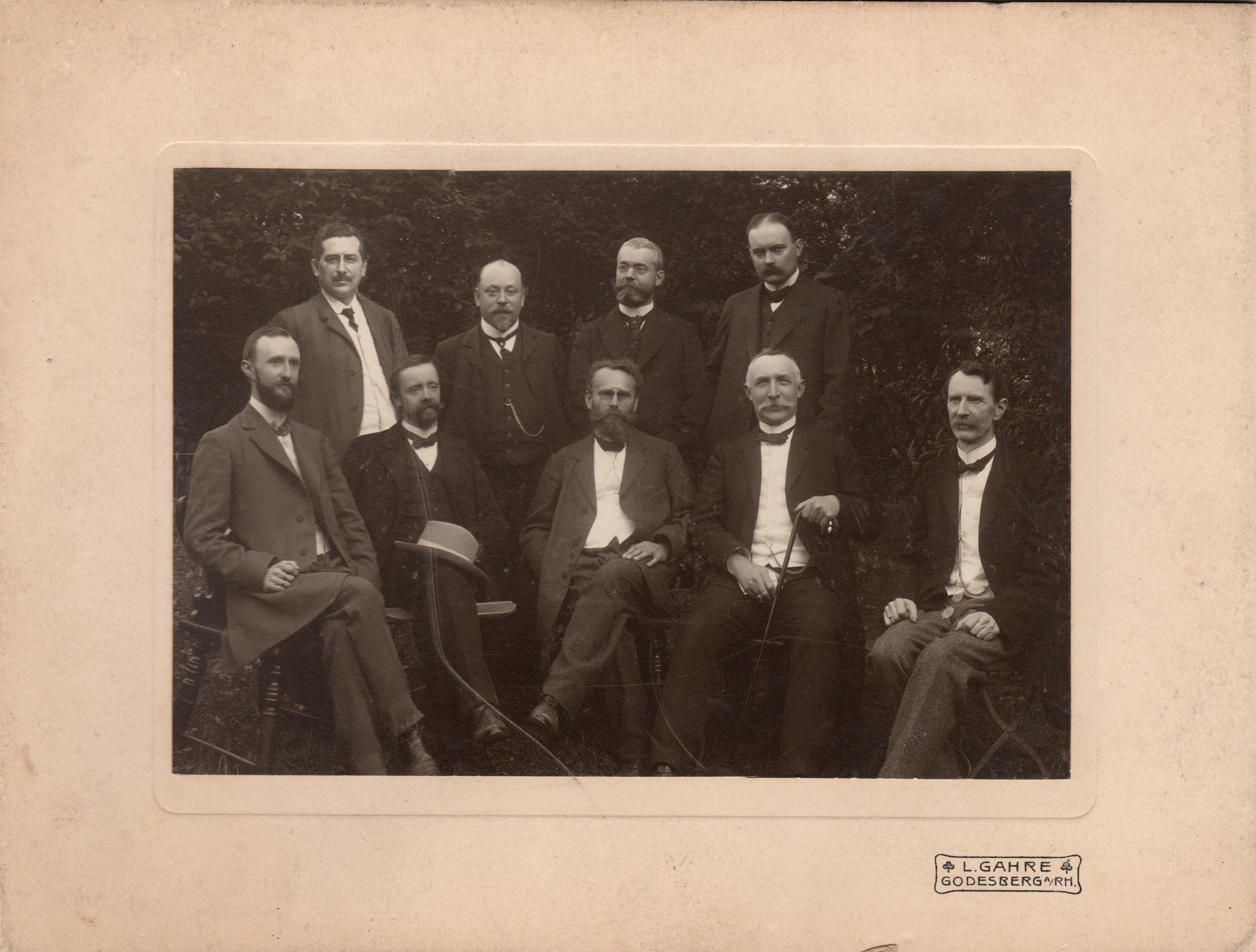
Keplerbund 1913

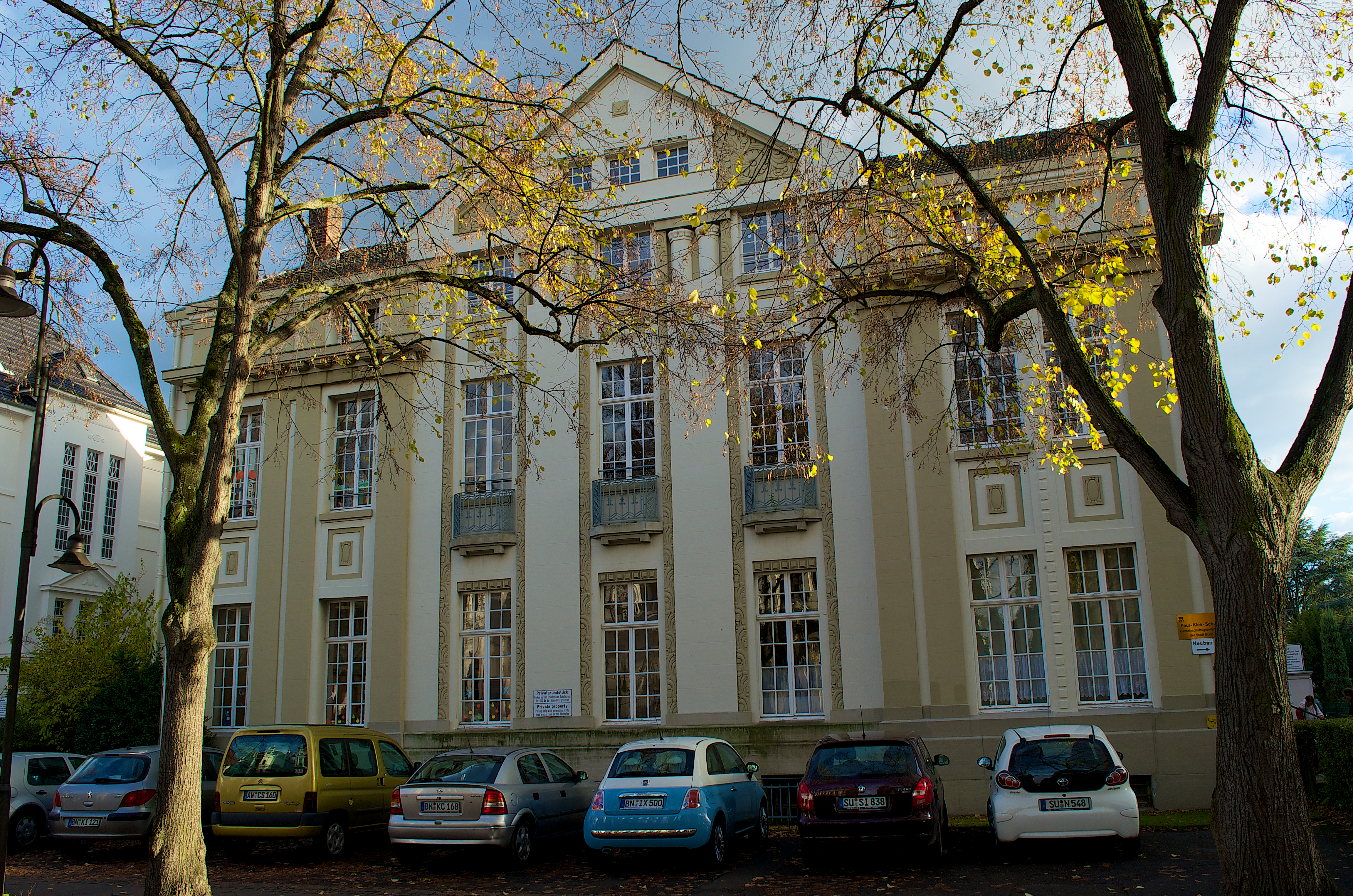
Haus Rheinallee 26 in Bad Godesberg, Sitz des Keplerbundes 1908–1920 (2012)

Der Keplerbund zur Förderung der Naturerkenntnis wurde 1907 von dem Biologen Eberhard Dennert in Frankfurt am Main gegründet und war seit 1908 mit Sitz in Godesberg tätig. Der Keplerbund widmete sich der Bekämpfung der Darwinschen Evolutionstheorie und des materialistischen Monismus, wie er prominent von Ernst Haeckel vertreten wurde. Er gilt als Antwort christlich (evangelisch) orientierter Naturwissenschaftler auf die intensive Öffentlichkeitsarbeit des 1906 von Ernst Haeckel gegründeten Deutschen Monistenbundes. Als scharfer Kritiker Haeckels trat dabei insbesondere Arnold Braß hervor.
Der Keplerbund forderte Weltanschauung auf der Grundlage naturwissenschaftlicher Welterkenntnis, die jedoch religiös interpretiert werden solle. Das Ziel war der Aufbau einer auch naturwissenschaftlich begründeten, christlich orientierten Weltanschauung. Zum Kampf des Keplerbundes zählte im Rahmen der Ablehnung der Evolutionstheorie, auch die Ablehnung des Biogenetischen Grundgesetzes.
Am 25. November 1907 fand in Frankfurt am Main die konstituierende Versammlung statt. In dem Gründungsaufruf hieß es: Der Keplerbund steht auf dem Boden der Freiheit der Wissenschaft und erkennt als einzige Tendenz die Begründung und den Dienst der Wahrheit an. Er ist dabei der Überzeugung, daß die Wahrheit in sich die Harmonie der naturwissenschaftlichen Tatsachen mit dem philosophischen Erkennen und der religiösen Erfahrung trägt. Dadurch unterscheidet sich der Keplerbund bewußterweise von dem im materialistischen Dogma befangenen Monismus und bekämpft die von ihm ausgehende atheistische Propaganda, welche sich zu Unrecht auf Ergebnisse der Naturwissenschaft beruft. Seine Arbeit nahm der Keplerbund am 1. April 1908 in Godesberg auf, dem seinerzeitigen Wohnort des zuvor am dortigen Evangelischen Pädagogium lehrenden Eberhard Dennert, wo er in dem Haus Rheinallee 26 ansässig war.
Der Keplerbund wirkte mit Zeitschriften Unsere Welt und Der Naturfreund (seit 1924, hrsg. von M. Müller) und Büchern im eigenen Naturwissenschaftlichen Verlag, durch Kongresse und Kurse. Ein Museum für volkstümliche Naturkunde entstand im Haus des Bundes in Godesberg.
Seine Blütezeit hatte der Keplerbund bis  zum Ausbruch des Ersten Weltkrieges. Der Keplerbund hatte etwa 3000 Mitglieder.
1920 gab Eberhard Dennert die wissenschaftliche Leitung an den Naturphilosophen und Eugeniker  Bernhard Bavink ab. Der Sitz des Bundes wurde am 15. Februar 1920 nach Detmold verlegt. Wesentliche Figur des Keplerbundes hier war Wilhelm Teudt, der in Lippe eine wesentliche Rolle in der völkischen Bewegung spielte und mit Theorien zur germanischen Vorgeschichte hervortrat.
1941 wurde die Zeitschrift Unsere Welt verboten und der Keplerbund aufgelöst.